# Body Wishes
Body Wishes – dwunasty studyjny album angielskiego piosenkarza rockowego Roda Stewarta. Wydany w 1983 roku przez Warner Bros. Album wypromowany został przez dwa single – „Baby Jane” i  „What Am I Gonna Do (I’m So in Love with You)”.

## Lista utworów
1. „Dancin’ Alone” (Rod Stewart, Robin LeMesurier) – 4:03
2. „Baby Jane” (Stewart, Jay Davis) – 4:44
3. „Move Me” (Stewart, Davis, Tony Brock, Kevin Savigar, Wally Stocker) – 3:36
4. „Body Wishes” (Stewart, Savigar, LeMesurier, Jim Cregan) – 4:41
5. „Sweet Surrender” (Stewart, LeMesurier) – 4:57
6. „What Am I Gonna Do (I’m So in Love with You)” (Stewart, Davis, Brock) – 4:19
7. „Ghetto Blaster” (Stewart, Savigar, Cregan) – 4:07
8. „Ready Now” (Stewart, Stocker) – 3:34
9. „Strangers Again” (Stewart, Savigar, Cregan) – 4:10
10. „Satisfied” (Stewart, Savigar, Cregan, Bernie Taupin) – 4:08